# Temporale Koude Oorlog
De Temporale Koude Oorlog is een fictief conflict in de wereld van Star Trek (vooral in de televisieserie Star Trek: Enterprise) die wordt uitgevochten tussen verschillende facties met technologie om in de tijd te reizen. De fronten in de oorlog kunnen dus in iedere periode zijn (bijvoorbeeld de 20e of de 22e eeuw). Deze facties proberen gebeurtenissen, en daarmee de tijdlijn, te veranderen in hun voordeel, wat in strijd is met de Temporale akkoorden, die stellen dat men alleen in de tijd mag reizen om onderzoek te doen, dus non-interventie te handhaven. Echter werd dit dus niet nageleefd en iedere factie probeerde de anderen te stoppen in hun pogingen dominant te worden over de tijdlijn. Daarbij gebruikten ze machtige groepen of volkeren uit de betreffende tijdsperioden om hun missies uit te voeren (waaronder de nazi's in Storm Front en de Xindi in (onder andere) 2153). Alle facties werden bestreden door een groep temporale agenten uit de 31e eeuw, die de integriteit van de tijdlijn probeerden te beschermen.

## Facties
- "Mysterieuze Figuur" uit de 28e eeuw, leider van de Sulibaanse Cabal (gespeeld door James Horan). Hij kon zelf niet in de tijd reizen, waardoor alleen zijn silhouet zichtbaar was. Zijn precieze doelstellingen worden gedurende de serie niet duidelijk.
- "Na'kuhl" uit de 29e eeuw. Zij werden geleid door Vosk, die gebeurtenissen uit de geschiedenis aanpaste, waardoor de Tweede Wereldoorlog tevens een front in de Verenigde Staten van Amerika kende.
- "Bolbouwers". Wezens uit een transdimentionaal rijk, die via de Xindi probeerden de Aarde te vernietigen, zodat de Verenigde Federatie van Planeten hen in de 26e eeuw niet zou vernietigen in de Slag van Procyon V. Uiteindelijk zijn ze in dit doel niet geslaagd, door toedoen van de bemanning van de USS Enterprise NX-01.
- Verenigde Federatie van Planeten uit de 31e eeuw, met Daniels als belangrijkste agent. Hij beweert dat de Cabal de Temporale akkoorden heeft overtreden en is tevens tegen de bolbouwers en de Na'kuhl.

## Gebruikte machten
- Het Andoriaanse rijk, die de Aarde assisteerde tijdens hun conflict met de Xindi.
- De (Verenigde) Aarde was betrokken bij meerdere gebeurtenissen in de Temporale Koude Oorlog.
- Het Klingonese Rijk, dat de Cabal probeerde te destabiliseren om een burgeroorlog te starten (zie Broken Bow).
- Nazi-Duitsland werd door de Na'kuhl beïnvloed door geavanceerde technologieën te geven in ruil voor grondstoffen en hun hulp.
- De Cabal, met Silik als leider en de mysterieuze figuur als opdrachtgever. Zij voeren zijn opdrachten uit in ruil voor technologie en geavanceerde genetische modificatie.
- Tandar. De Tandaranen bevechten de Cabal sinds 2144 en zijn bekend met de Temporale Koude Oorlog. Hoe ver hun betrokkenheid gaat is echter onbekend.
- De Tholians probeerden een ruimteschip uit de toekomst te bemachtigen. Ze zijn tegen de Cabal, maar verdere betrokkenheid bij de oorlog is onbekend.
- De Xindi. Zij werden door de bolbouwers gemanipuleerd, waardoor ze dachten dat de Aarde hen zou gaan vernietigen.

## Afleveringen van Star Trek: Enterprise waarin de Temporale Koude Oorlog een rol speelt
- Broken Bow
- Cold Front
- Detained
- Two Days and Two Nights
- Shockwave: Part 1
- Shockwave: Part 2
- Future Tense
- The Expanse
- Carpenter Street
- Azati Prime
- Zero Hour
- Storm Front: Part 1
- Storm Front: Part 2